# Lilagold-Feuerfalter

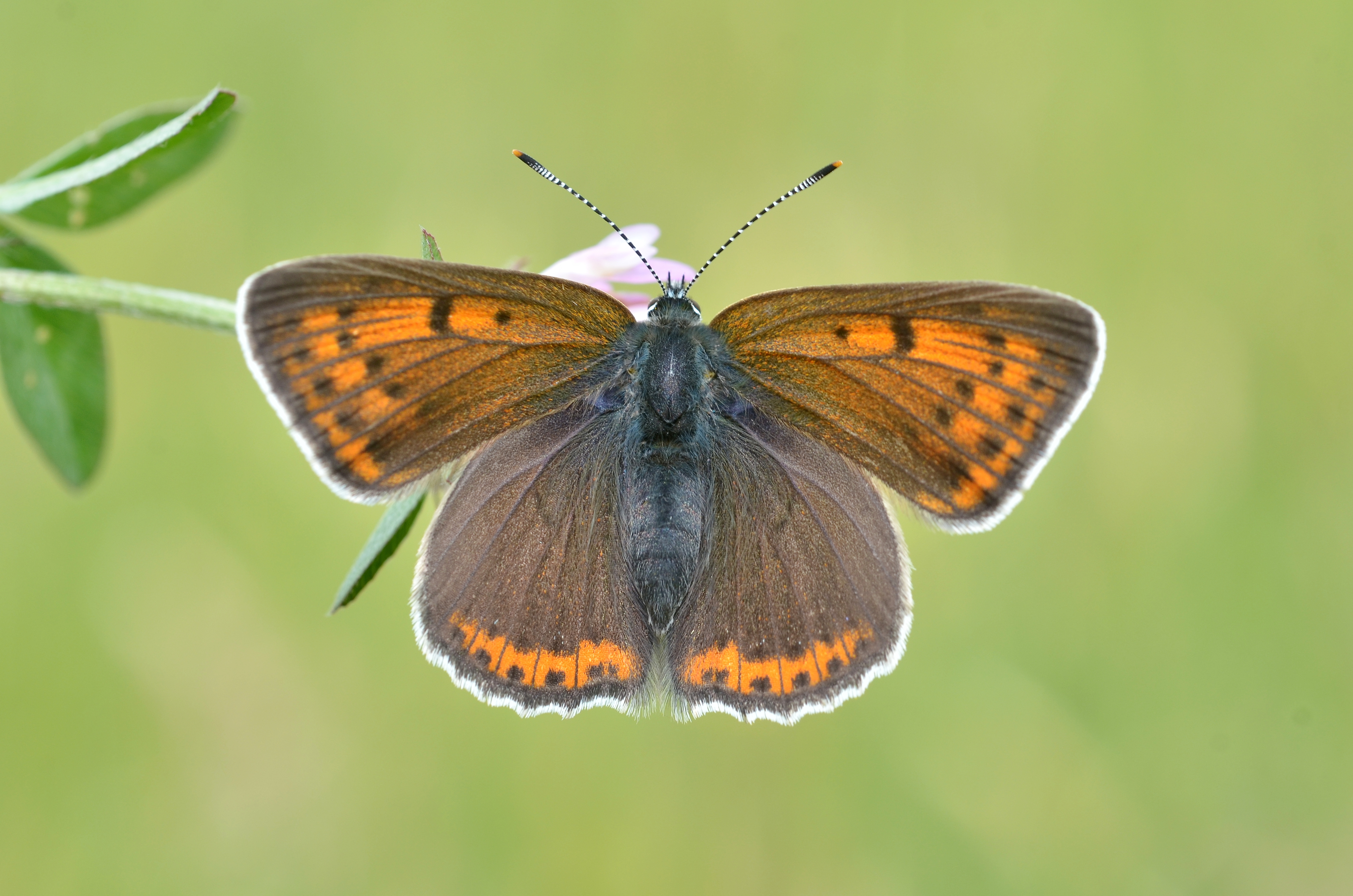
Weibchen

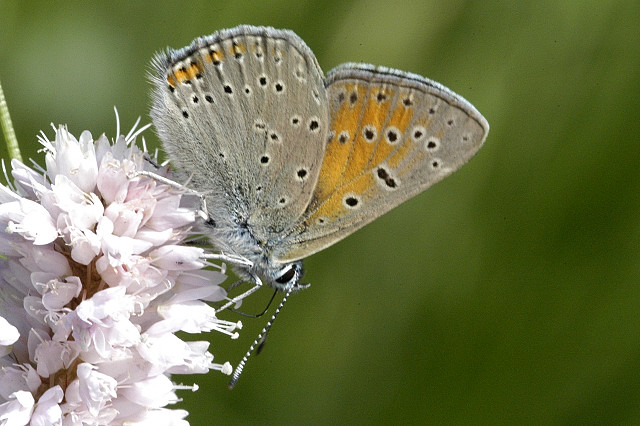
Flügelunterseite

Der Lilagold-Feuerfalter (Lycaena hippothoe) ist ein Schmetterling (Tagfalter) aus der Familie der Bläulinge (Lycaenidae). Er wird gelegentlich auch als Kleiner Ampfer-Feuerfalter bezeichnet. Das Artepitheton leitet sich von Hippothoe, einer Meernymphe aus der griechischen Mythologie ab.

## Merkmale
Der Lilagold-Feuerfalter ist ein kleiner und seltener Falter. Die Flügeloberseiten der männlichen Falter sind leuchtend rot gefärbt und an den Rändern schillern sie meist violett. Die Flügeloberseiten der weiblichen Falter sind gelbbraun gefärbt und die Flügelränder sind weiß gesäumt. Die Differenzierung zu anderen Feuerfalterarten erfolgt über die charakteristische Zeichnung der Flügelunterseiten.

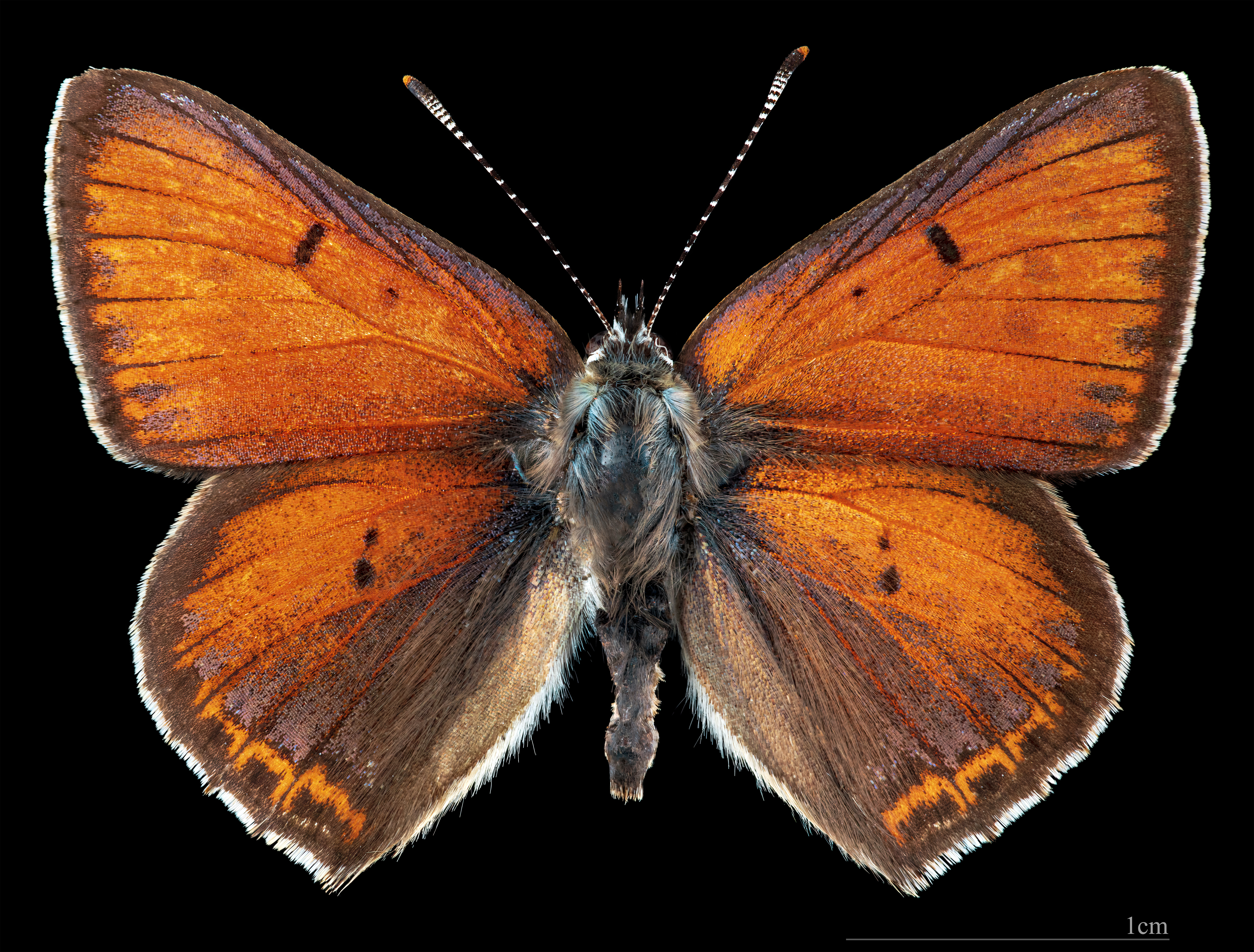
Lycaena hippothoe ♂
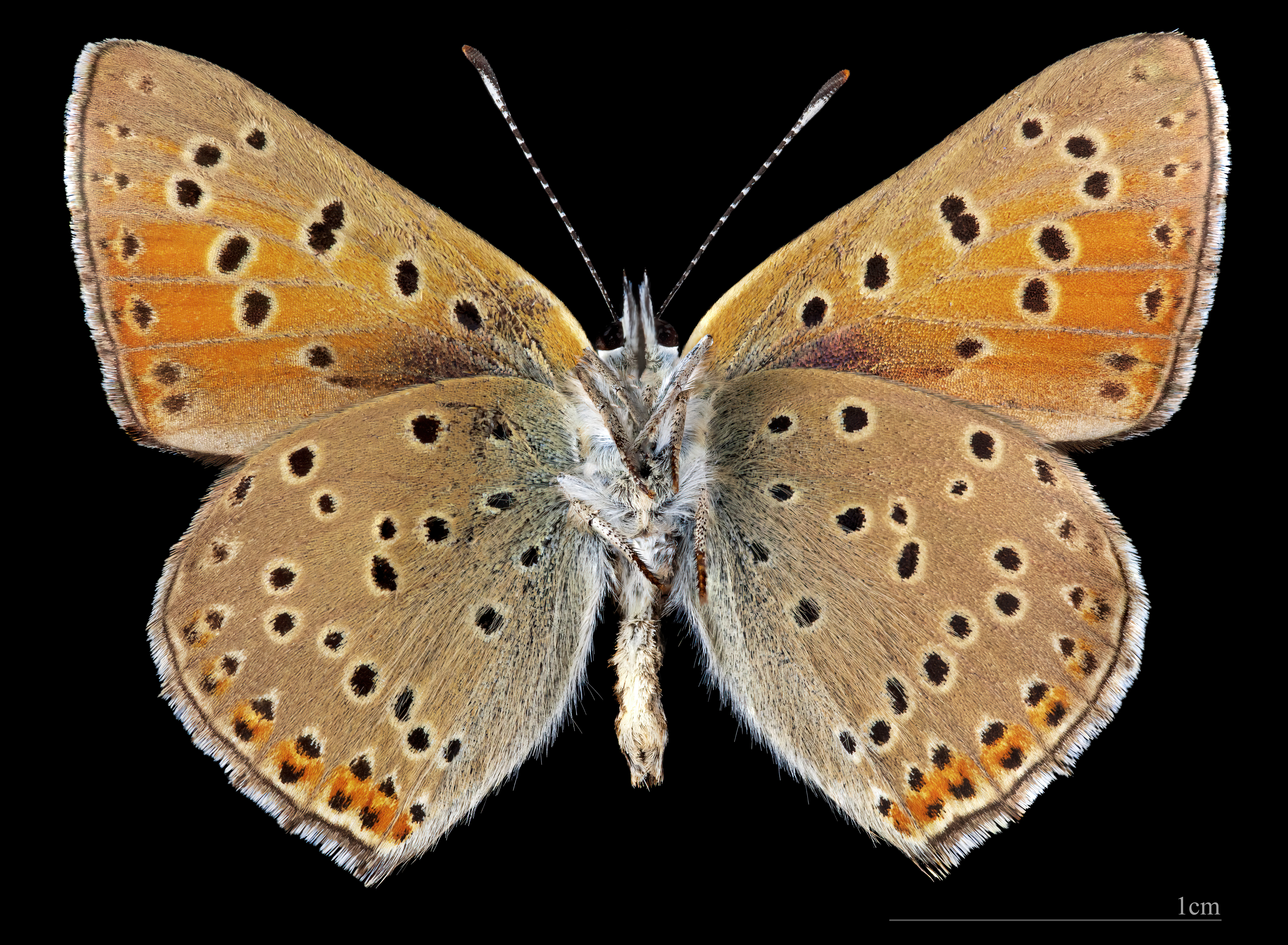
Lycaena hippothoe ♂   △

### Ähnliche Arten
- Kleiner Feuerfalter (Lycaena phlaeas)
- Großer Feuerfalter (Lycaena dispar)
- Dukatenfalter (Lycaena virgaureae)
- Violetter Feuerfalter (Lycaena alciphron)
- Lycaena ottomana

### Unterarten

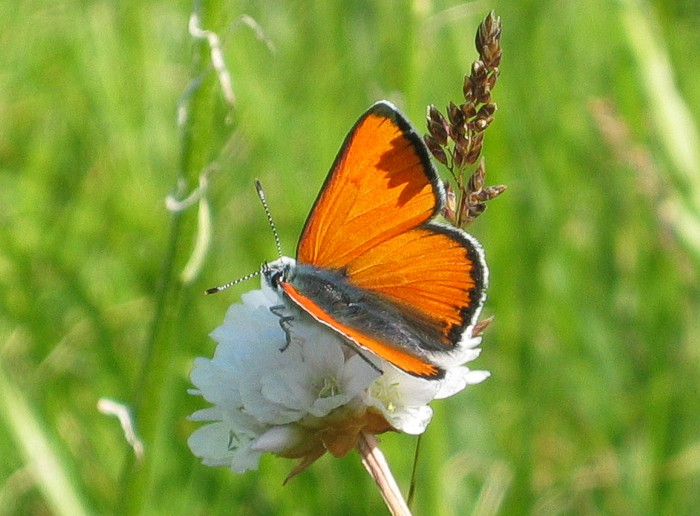
Unterart L. h. eurydame

- Lycaena hippothoe eurydame (Hofmannsegg, 1806). Genf, Schweiz. Männchen ohne violetten Schimmer auf der Flügeloberseite. Vorkommen: Französische Alpen, Schweiz, Italien, Österreich, Apuanische Alpen, Apennin. Die Art fliegt in einer Generation von Juli bis Mitte September (je nach Höhenlage). Futterpflanzen sind Schlangen-Knöterich (Polygonum bistorta) und Wiesen-Sauerampfer (Rumex acetosa). Die Raupen überwintern.[2]
- Lycaena hippothoe stiberi Gerhard, 1853. Lappland. Bei den Weibchen sind die Oberseiten der Vorderflügel bis zu den Rändern orange gefärbt. Die Flügeloberseiten der Männchen sind heller. Die Vorderflügelunterseite ist im Zellbereich intensiver orange gefärbt. Die Hinterflügelunterseite ist bei beiden Geschlechtern grau und die Submarginalbinden auf der Oberseite und der Hinterflügelunterseite sind ausgedehnter und intensiver orange gefärbt. Verbreitet ist Lycaena hippothoe stiberi in Fennoskandinavien bis 62° N (Dovrefjeld) bis zum Nordkap. Die Art fliegt in einer Generation von Ende Juni bis Juli. Die Futterpflanze der Raupe ist Wiesen-Sauerampfer (Rumex acetosa).[2]

### Synonyme
Ältere und inzwischen ungebräuchliche Synonyme sind:
- Papilio hippothoe Linnaeus, 1761
- Papilio eurybia Ochsenheimer, 1808
- Chrysophanus eurydame Hoffmannsegg 1806; Wird von einigen Autoren als Unterart von Lycaena hippothoe beschrieben.
- Polyommatus stiberi Gerhard, 1853; Wird von einigen Autoren als Unterart von Lycaena hippothoe beschrieben.

## Flugzeit
Der Lilagold-Feuerfalter fliegt in einer Generation von Ende Mai bis Juni.

## Lebensraum
Ebert beschreibt den Lebensraum von Lycaena hippothoe wie folgt:
- „Feuchtwiesen (Kohldistelwiesen) in Tälern, auf Waldlichtungen und an Waldrändern, Sumpf- und Feuchtstellen an (trockenen) Hängen, in Kiesgruben usw., aber auch auf kalkreichen Magerrasen (Trockenhänge, Wacholderheiden), z. B. auf der Schwäbischen Alb. Im Schwarzwald dagegen auf Silikat-Magerrasen (Borstgrasrasen), Bergfettwiesen, auf Binsen- und Rot-Schwingelwiesen, Arnikawiesen, in Nasswiesen mit versumpftem oder moorigem Charakter,... teilweise auch auf den Weideflächen. In Oberschwaben nur in Niedermoor-, Kohldistel-Pfeifengraswiesen, Kalkflachmoor...“

## Lebensweise

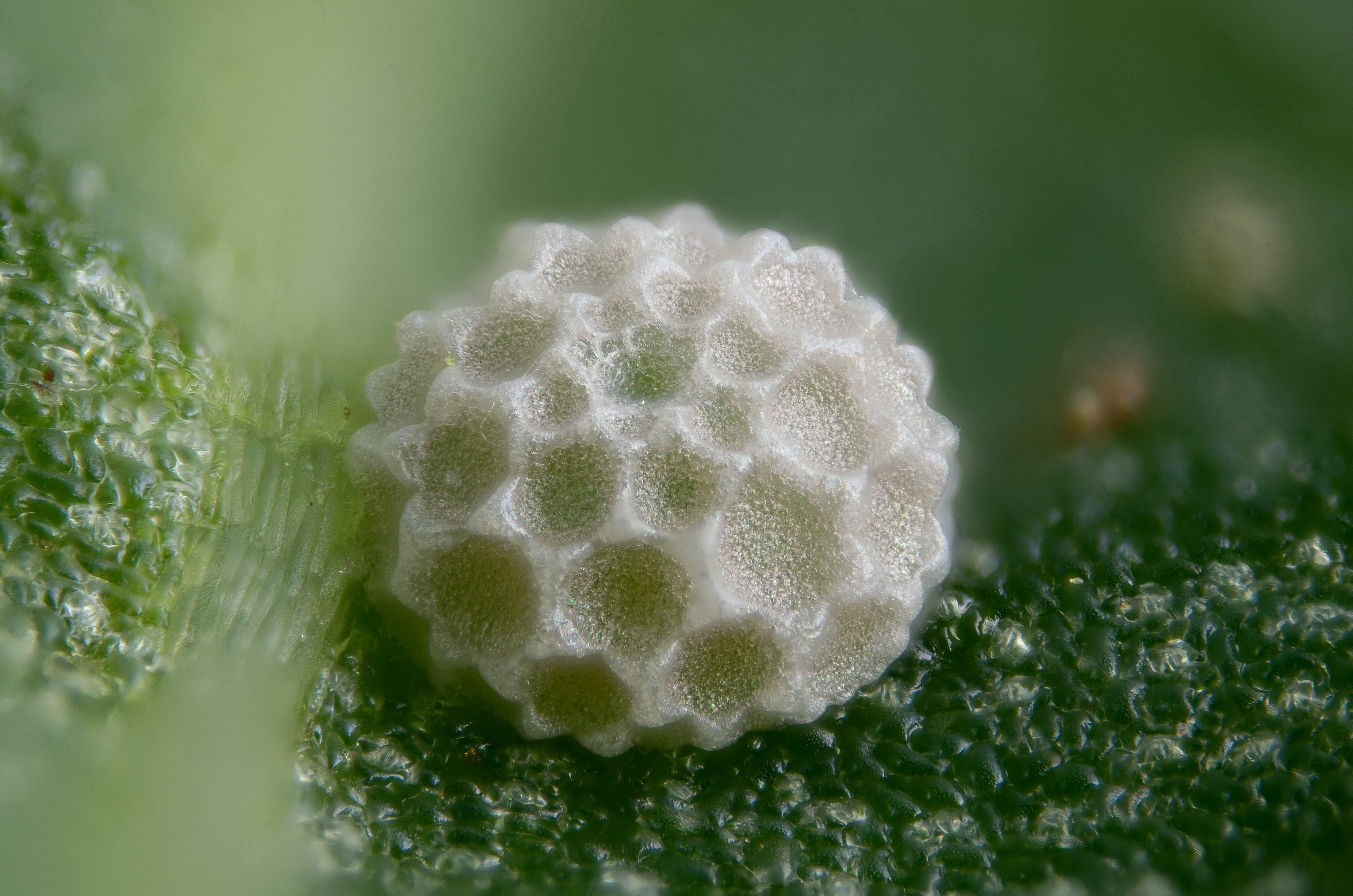
Ei des Lilagold-Feuerfalters

Die Weibchen legen an Rumex acetosa an den Stängeln in der Nähe des Blattansatzes gegenständiger Blätter oder auf die Blattansätze ihre Eier ab. Die Eier findet man vorzugsweise in 25 bis 40 Zentimeter Höhe. Die Raupen fressen am Wiesen-Sauerampfer (Rumex acetosa) und zumindest regional an Schlangen-Knöterich (Bistorta officinalis). Sie überwintern als Jungraupe (L3) nach der zweiten Häutung. Die Falter besuchen bei der Nektarsuche die Blüten von sehr unterschiedlichen Pflanzen z. B. Schwarze Flockenblume (Centaurea debeauxii), Gemeine Schafgarbe, Acker-Witwenblume (Knautia arvensis), Scharfer Hahnenfuß (Ranunculus acris), Schlangen-Knöterich (Persicaria bistorta), Breitblättriger Thymian, Großer Wiesenknopf (Sanguisorba officinalis), Magerwiesen-Margerite (Leucanthemum vulgare), Ährige Teufelskralle (Phyteuma spicatum), Wiesen-Platterbse (Lathyrus pratensis), Zaun-Wicke (Vicia sepium), Vogel-Wicke (Vicia cracca).

## Verbreitung
Nordspanien, Kantabrisches Gebirge, Sierra de la Demanda, Sierra Mancilla, Sierra Moncayo. Er ist weiterhin zu finden von den Pyrenäen bis 62° N in Fennoskandinavien. Die Art fehlt in Großbritannien, Nordwestfrankreich, in den Küstengebieten Südfrankreichs, im Norden der Niederlande, in Süditalien, dem südlichen Balkan und Griechenland. Die Art gilt als empfindlicher Bioindikator für ungestörte Wiesen.
- Rote Liste BRD: 2 (stark gefährdet)[6]
- Rote Liste Baden-Württemberg: 3.
- Rote Liste Sachsen: 2 (stark gefährdet).